# Baldriane
Baldriane (Valeriana) sind eine Pflanzengattung in der Unterfamilie der Baldriangewächse (Valerianoideae) innerhalb der Familie der Geißblattgewächse (Caprifoliaceae). Die 150 bis 300 Arten sind in Eurasien und in der Neuen Welt weitverbreitet.

## Beschreibung
Der medizinisch verwendete Echte Baldrian (Valeriana officinalis) hat weiße bis rosafarbene, doldenartige Blütenstände und gefiederte Laubblätter und erreicht Wuchshöhen von 50 bis 100 Zentimetern.

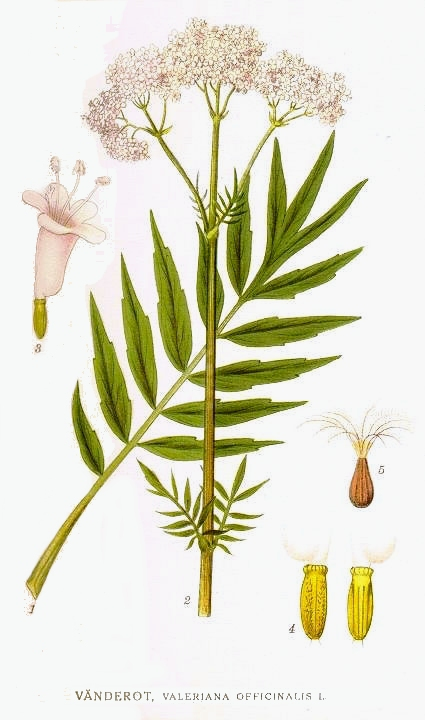
Echter Baldrian (Valeriana officinalis)

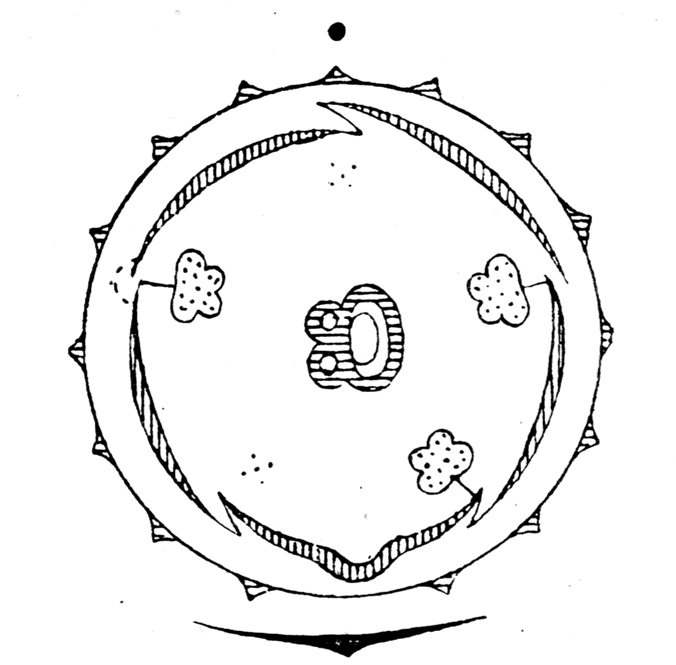
Blütendiagramm von Valeriana

### Vegetative Merkmale
Bei Baldrian-Arten handelt sich um ausdauernde, krautige Pflanzen und manchmal Sträucher wie Valeriana microphylla in den Anden. Die Laubblätter sind einfach oder geteilt.

### Generative Merkmale
Die – mit Ausnahme des zweihäusigen Kleinen Baldrians – zwittrigen Blüten sind drei- bis fünfzählig mit doppelter Blütenhülle. Die Blütenkronblätter sind verwachsen. In jeder Blüte gibt es nur drei Staubblätter.
Die drei Fruchtblätter sind zu einem unterständigen Fruchtknoten verwachsen.

## Inhaltsstoffe und ihre Wirkung
Sämtliche Baldrian-Arten enthalten Alkaloide und vor allem ätherische Öle (Monoterpene und Sesquiterpene), die (nach der Trocknung) charakteristisch und für manche Menschen unangenehm riechen, da teilweise Zersetzung zu niederen Carbonsäuren wie Valeriansäure eintritt.
Für die schlaffördernde und beruhigende Wirkung sind vor allem die Sesquiterpene verantwortlich. Diese Effekte beinhalten eine Modulation der Erregungsübertragung und Funktion von GABA-Rezeptoren. Neueren Erkenntnissen zufolge gilt jedoch das Zusammenspiel mehrerer Inhaltsstoffe als wahrscheinlicher Faktor für die schlaffördernde Wirkung des Baldrians. Dabei sollen besonders die in Baldrian enthaltenen (Schlaf-)Lignane eine wesentliche Rolle spielen.
Aus der Baldrianwurzel (Radix valerianae) können Extrakte, aber auch ethanolische oder wässrige Auszüge (Baldriantinktur) hergestellt werden.
Je nach Auszugs- bzw. Extraktionsmittel, welches zur Herstellung des Extraktes verwendet wird, variiert auch dessen inhaltsstoffliche Zusammensetzung. In Untersuchungen konnte nachgewiesen werden, dass schlaffördernde Lignane nur in Extrakten, die mit dem Extraktionsmittel Methanol aus der Pflanze gewonnen wurden, in ausreichender Menge enthalten sind. Bei Auszügen, welche mit Ethanol extrahiert wurden, konnte die Lignan-Wirkung nicht festgestellt werden.

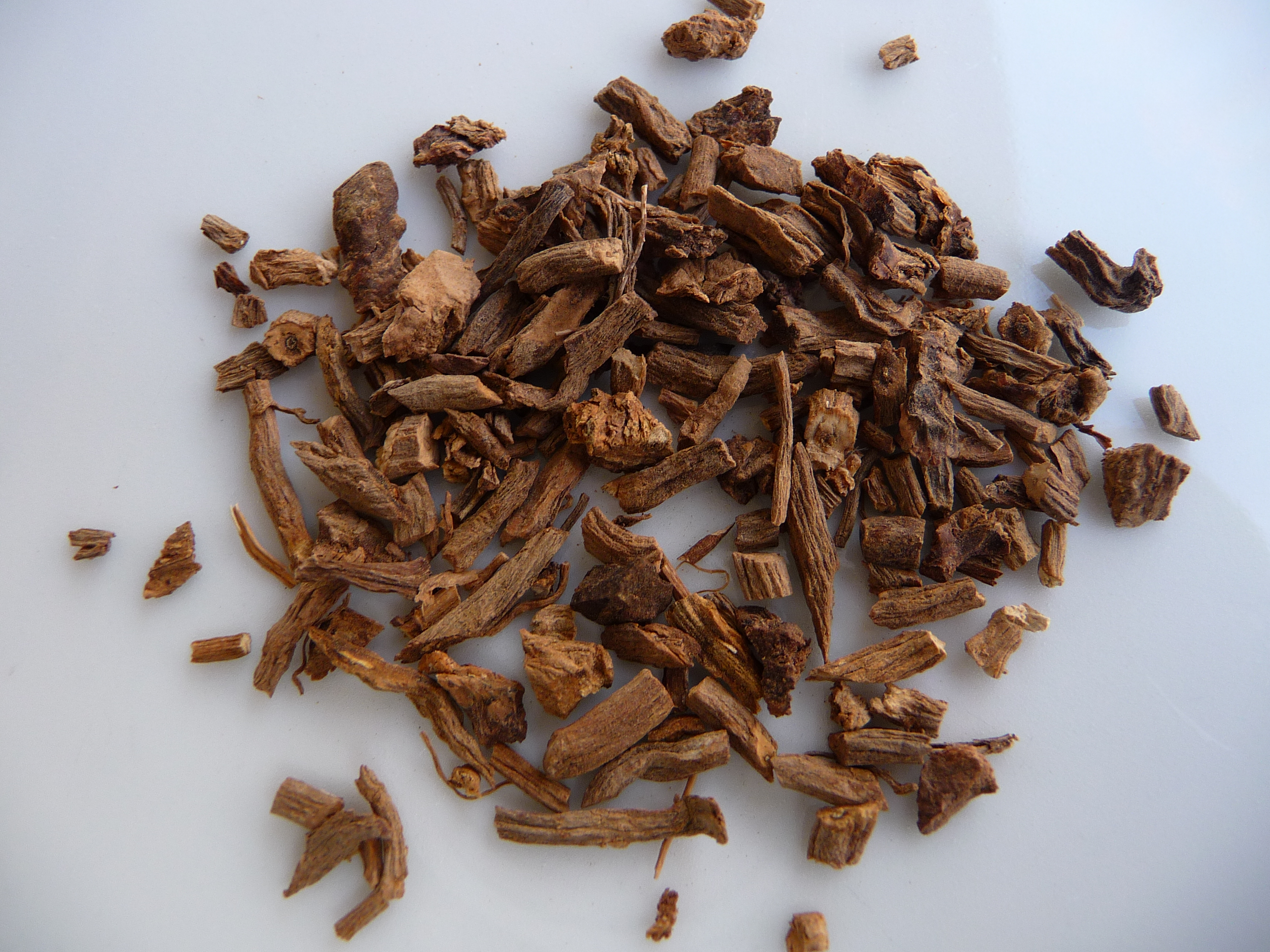
Getrocknete Baldrianwurzel

## Anwendung bei Schlafstörungen
Wurzelextrakte des Baldrians (Valeriana officinalis) werden seit langem bei Schlafstörungen empfohlen. Allerdings hat eine systematische Analyse von randomisierten, Placebo-kontrollierten Studien nur 16 Arbeiten gefunden, die wissenschaftlichen Kriterien standhalten. Diese untersuchten eine Gesamtgruppe von 1093 Patienten. Trotz grundsätzlicher Eignung dieser Studien hatten die meisten erhebliche methodische Probleme und die verabreichten Baldrian-Mengen, ihre Zubereitung und Dauer der Anwendung wiesen beträchtliche Schwankungen auf. Sechs dieser 16 Studien fanden eine zweideutige Wirkung, d. h. sowohl Verbesserung des Schlafes oder auch nicht, aber insgesamt überwogen die Vorteile (d. h. Baldrian zeigte eine Verbesserung der Schlafqualität). Es gibt also nach wie vor Forschungsbedarf: der Vorteil von Baldrian ist nicht zweifellos nachgewiesen und könnte nur bei bestimmten Personen wirken.

## Namensgebung
Der botanische Name geht über mittellateinisch valeriana (für die Pflanze Baldrian, insbesondere für Echter Baldrian) entsprechend seiner Herkunft auf lateinisch Valeria, die römische Provinz Valeria in Pannonien, zurück. Der deutsche Name stammt über spätmittelhochdeutsch baldriān (mit Einschiebung des Gleitlauts „d“) vom lateinischen ab und ist möglicherweise volksetymologisch angelehnt an den Namen des nordischen Lichtgottes Balder (Baldur), Sohn des Odin und der Frigga.
Noch im 19. Jahrhundert hießen Valeriana-Arten auch Narden.

## Systematik und Verbreitung
Die Gattung Valeriana wurde 1753 von Carl von Linné in Species Plantarum, Band 1, Seite 31, aufgestellt. Synonyme für Valeriana sind Aretiastrum (DC.) Spach, Astrephia Dufr., Belonanthus Graebn., Phuodendron (Graebn.) Dalla Torre & Harms, Phyllactis Pers. und Stangea Graebn.
Das weite Verbreitungsgebiet der Gattung Valeriana reicht von den gemäßigten Gebieten Eurasiens und der Neuen Welt bis Afrika. Sie gedeiht hauptsächlich in den Waldregionen Eurasiens, zum Teil auch in Nordamerika und in den Tropen Südamerikas. Es gibt mit Valeriana wallichii auch eine rein indische Art.

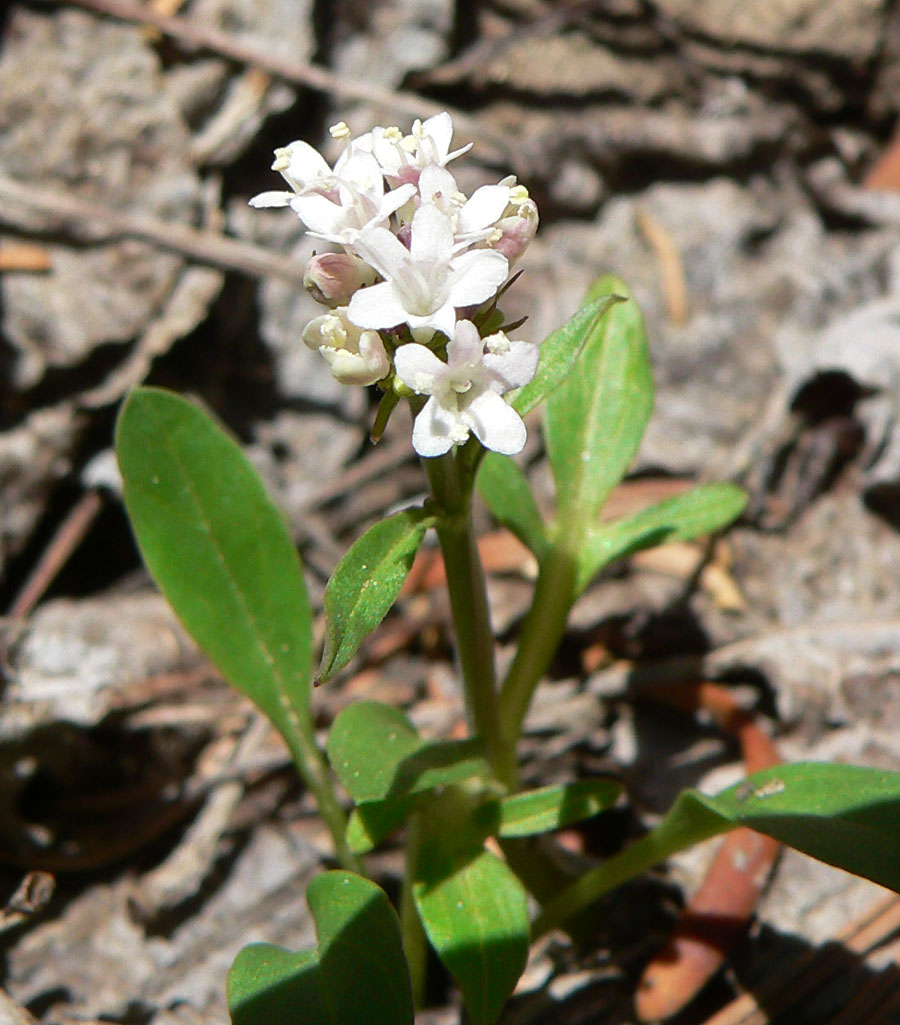
Valeriana acutiloba var. pubicarpa

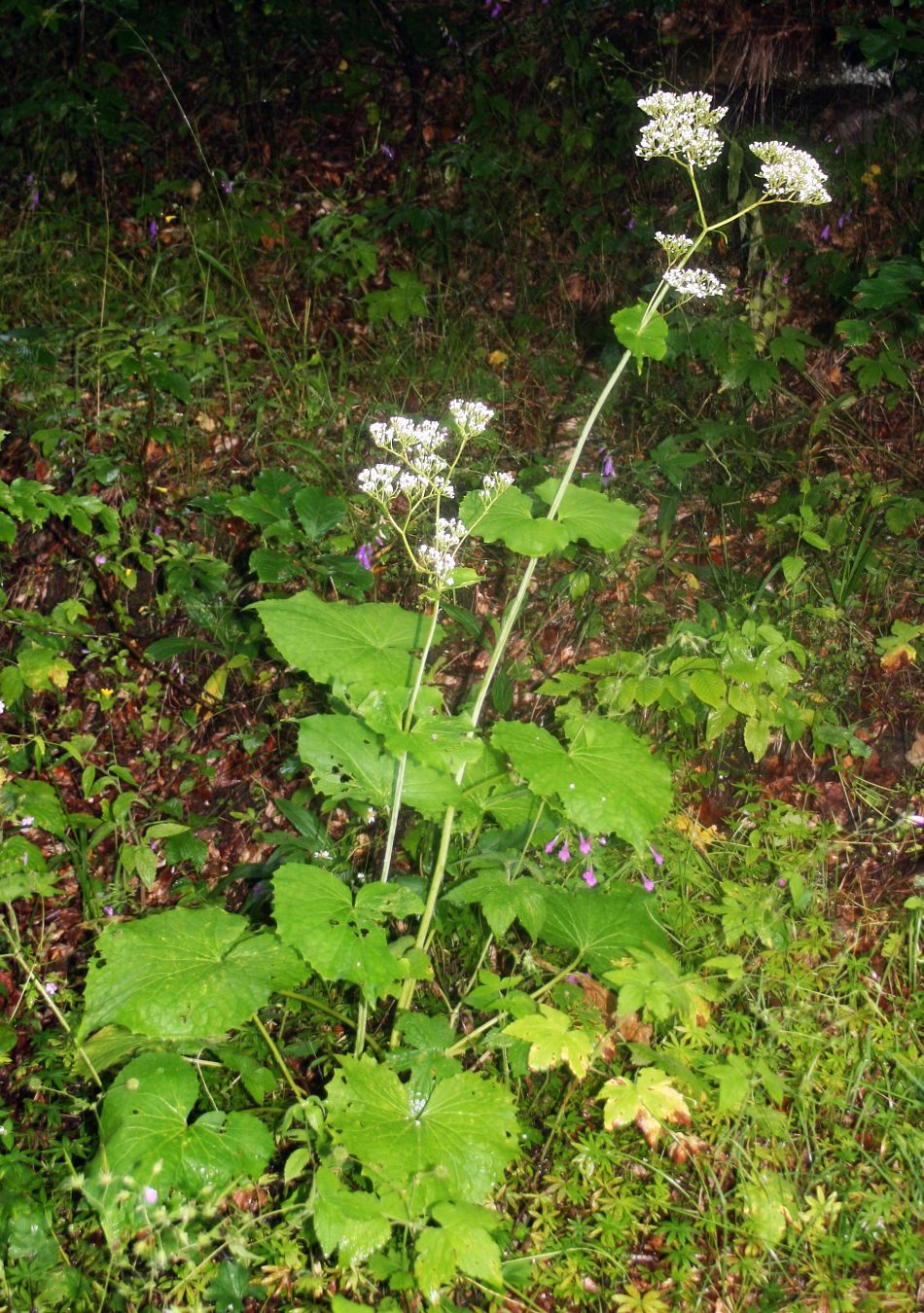
Valeriana alliariifolia

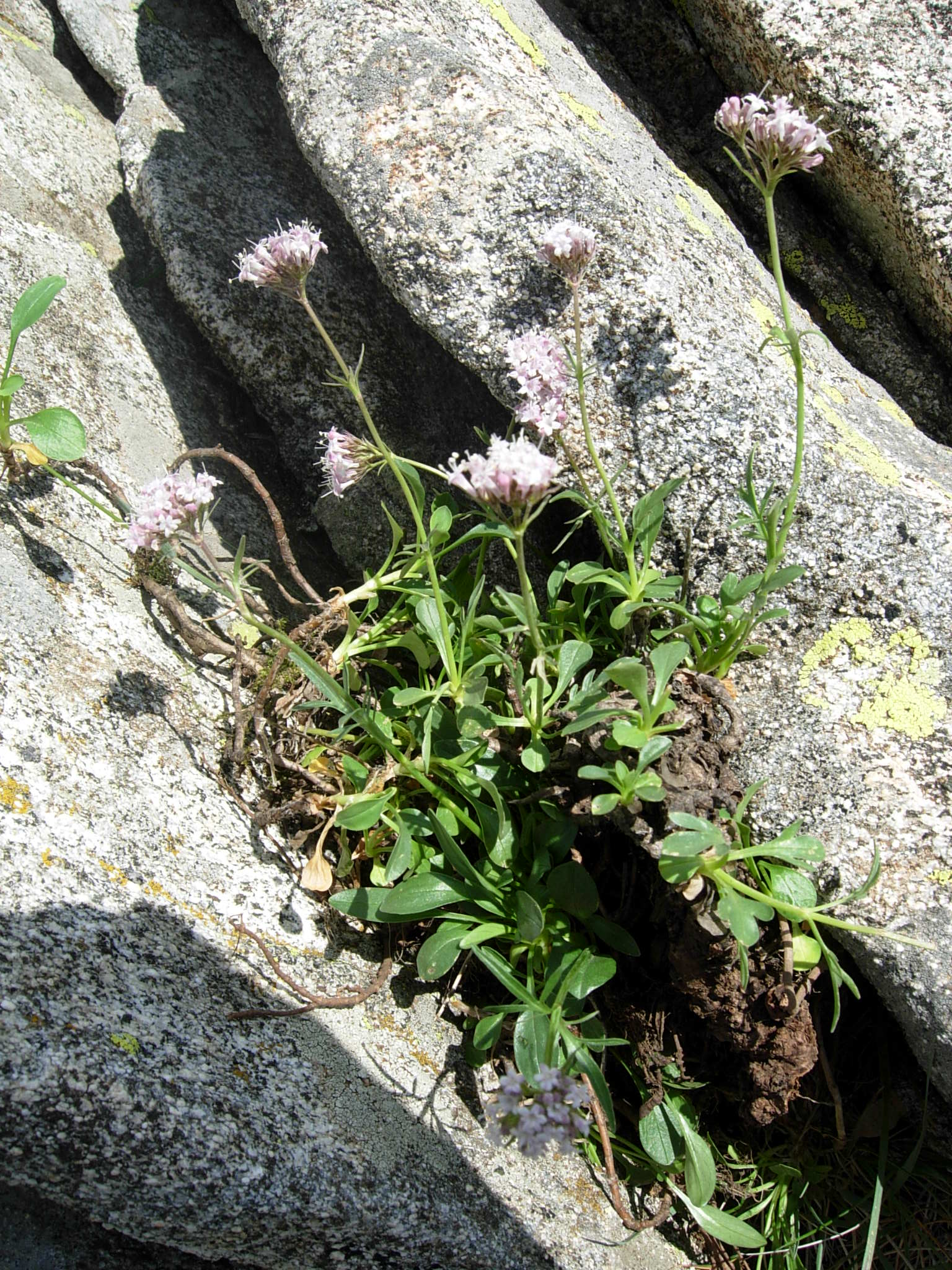
Habitus, Laubblätter und Blütenstände von Valeriana apula

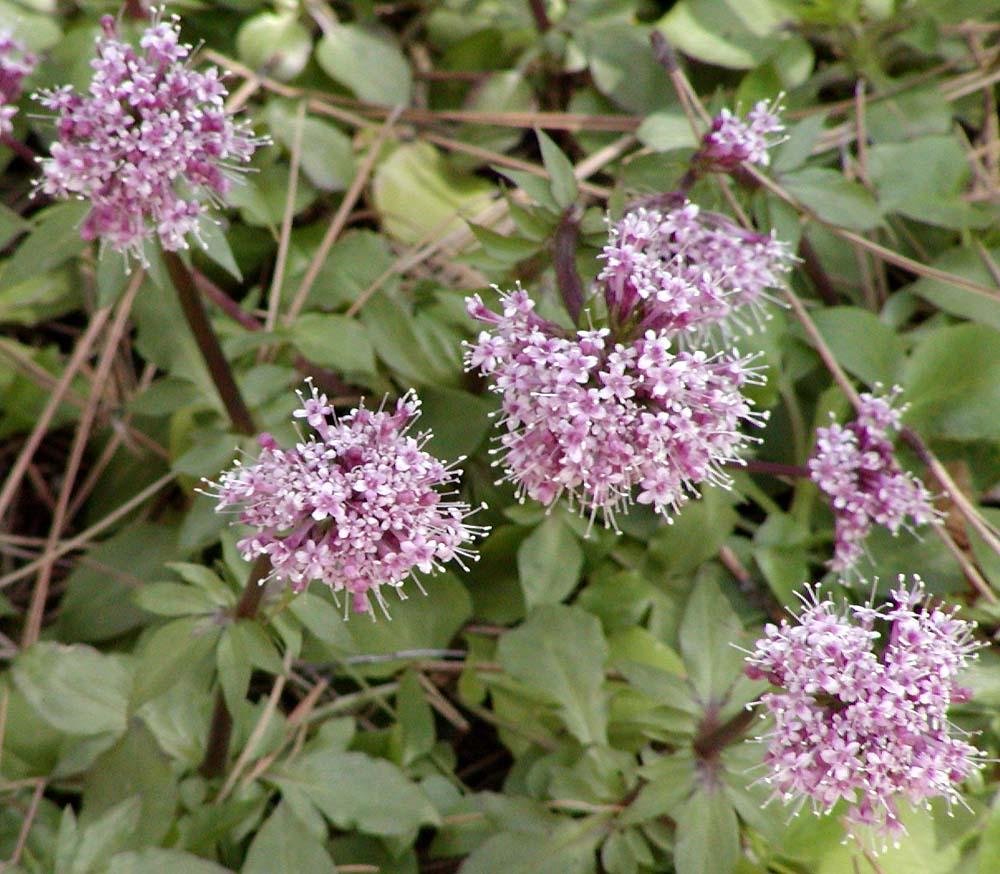
Blütenstände des Arizona-Baldrian (Valeriana arizonica)

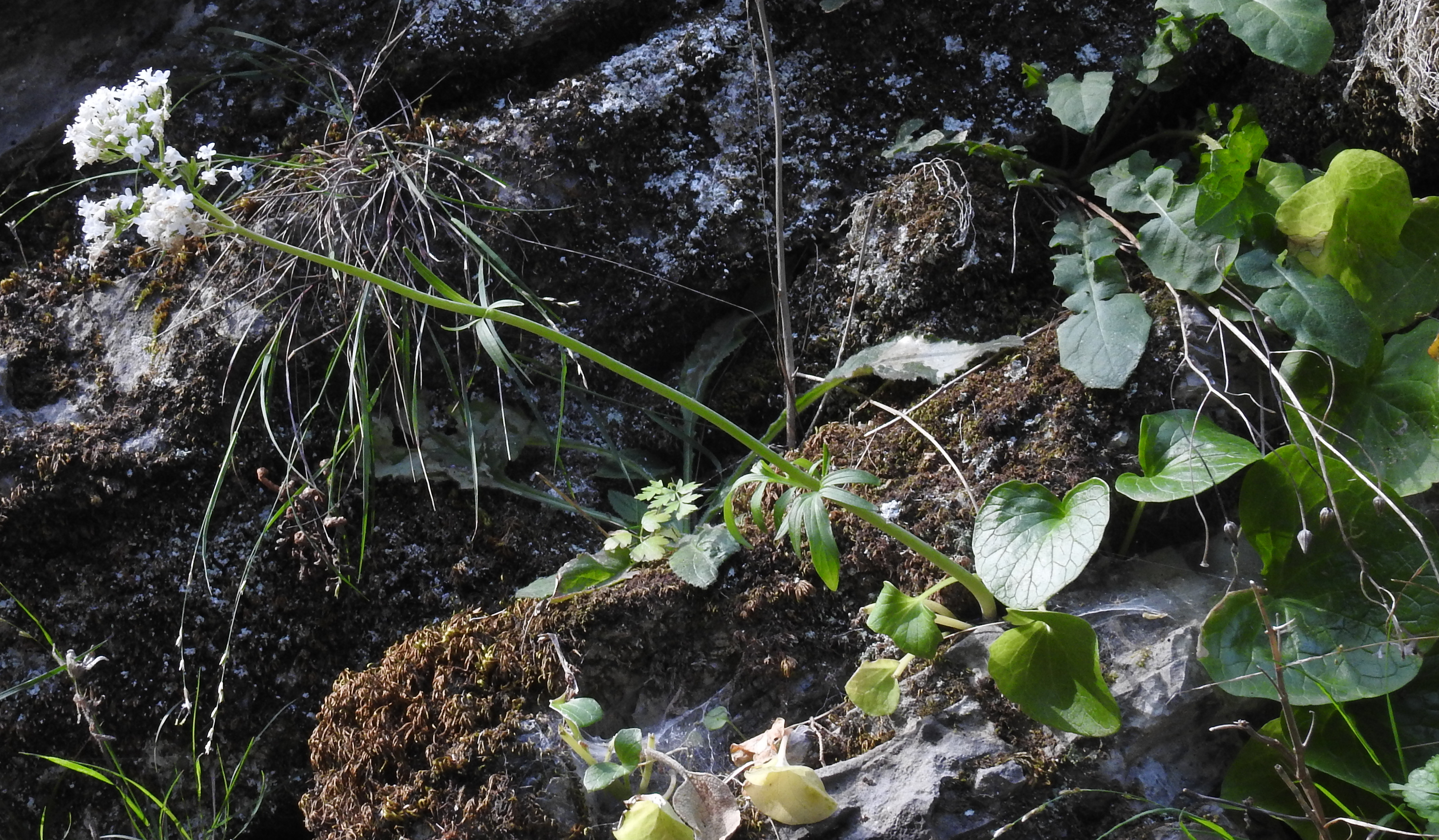
Haselwurzblättriger Baldrian (Valeriana asarifolia)

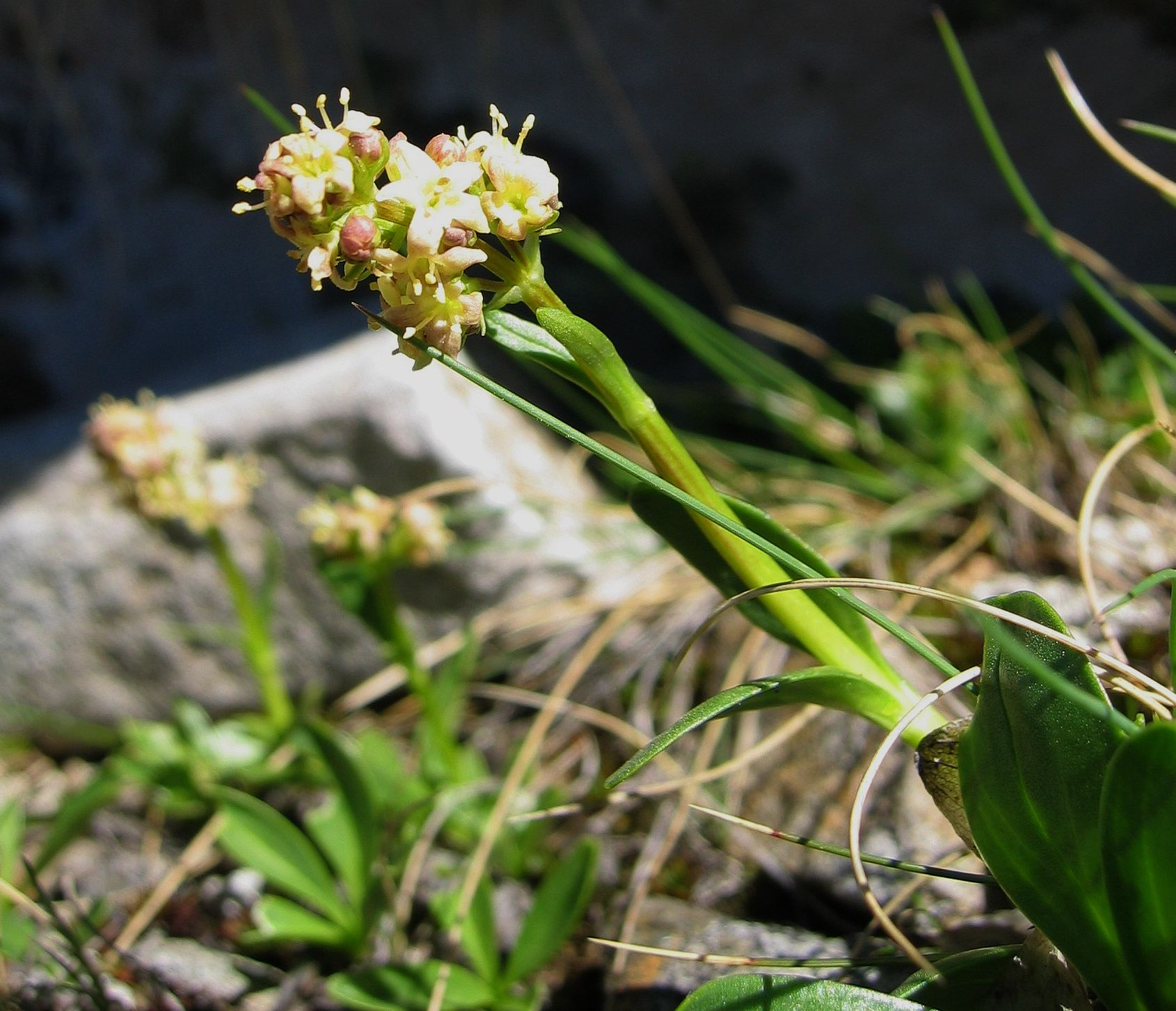
Echter Speik (Valeriana celtica)

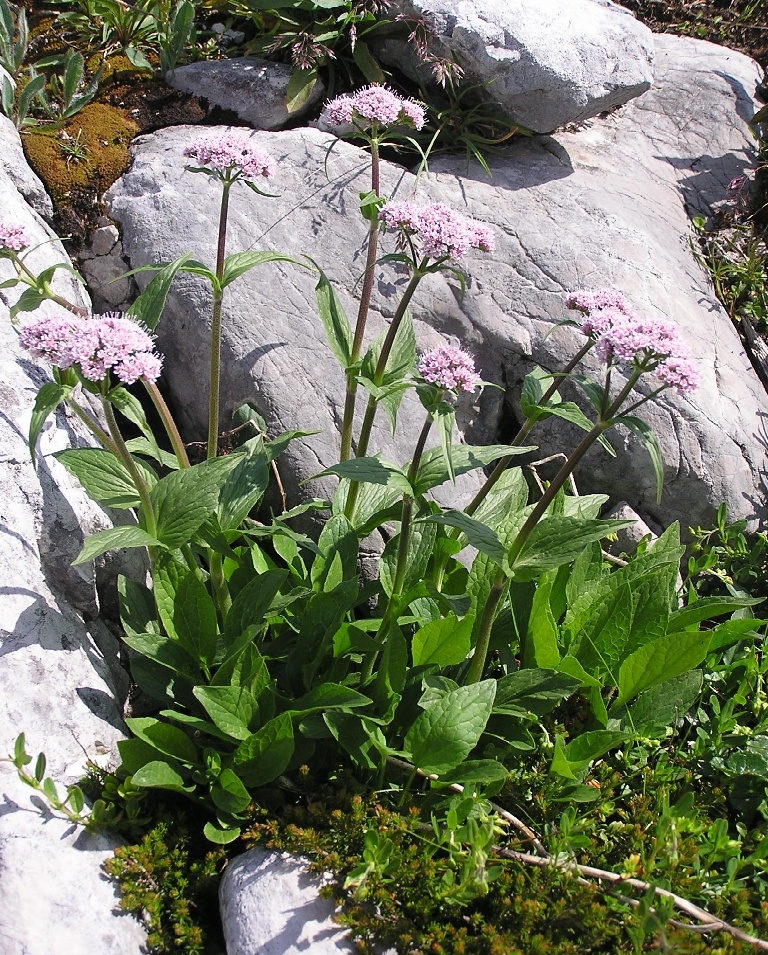
Berg-Baldrian (Valeriana montana)

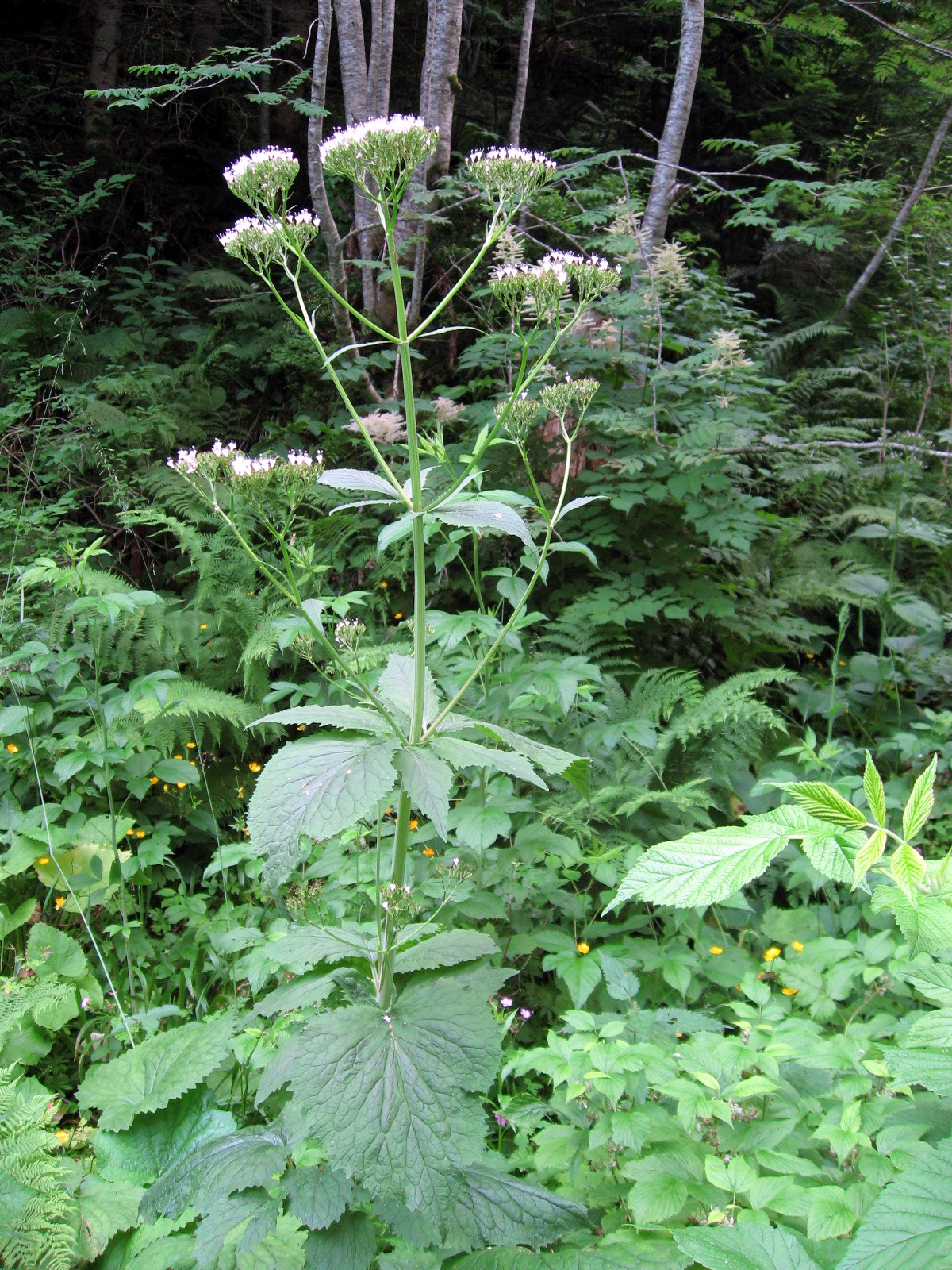
Pyrenäen-Baldrian (Valeriana pyrenaica)

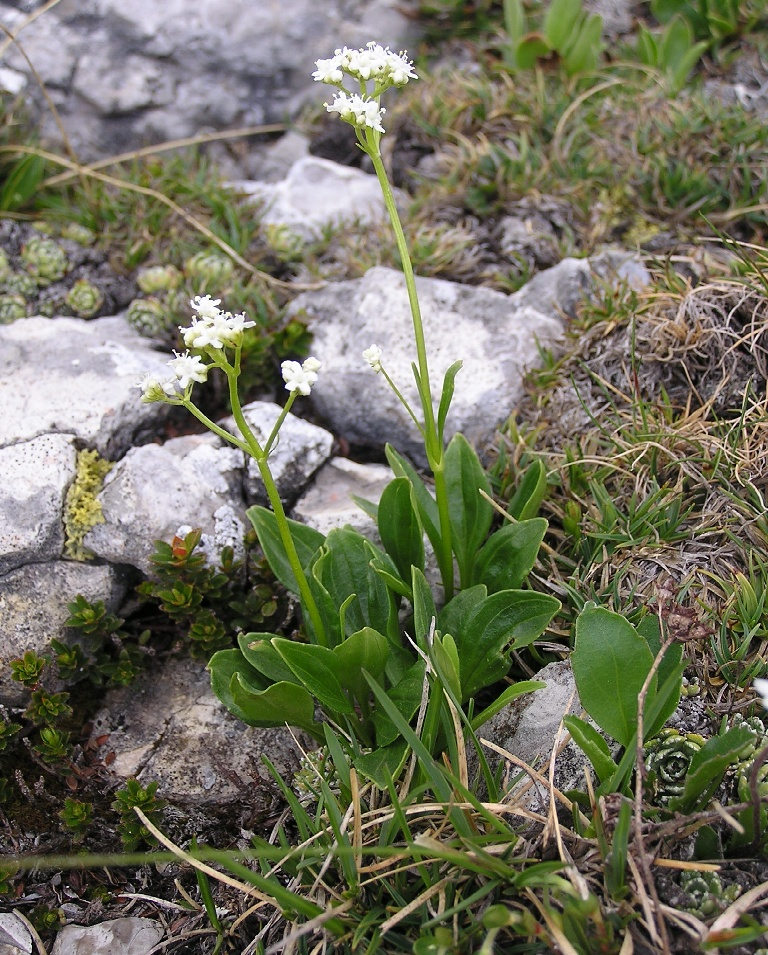
Felsen-Baldrian (Valeriana saxatilis)

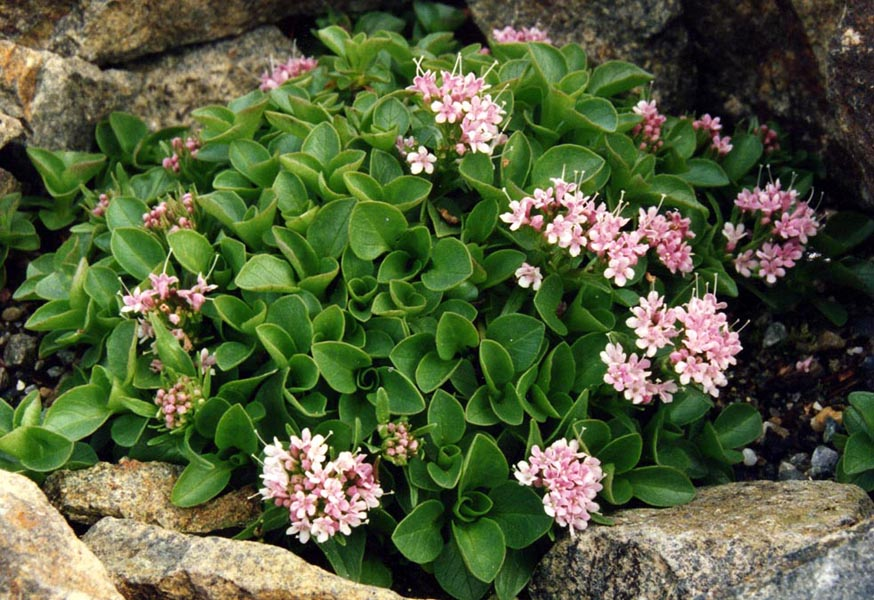
Zwerg-Baldrian (Valeriana supina)

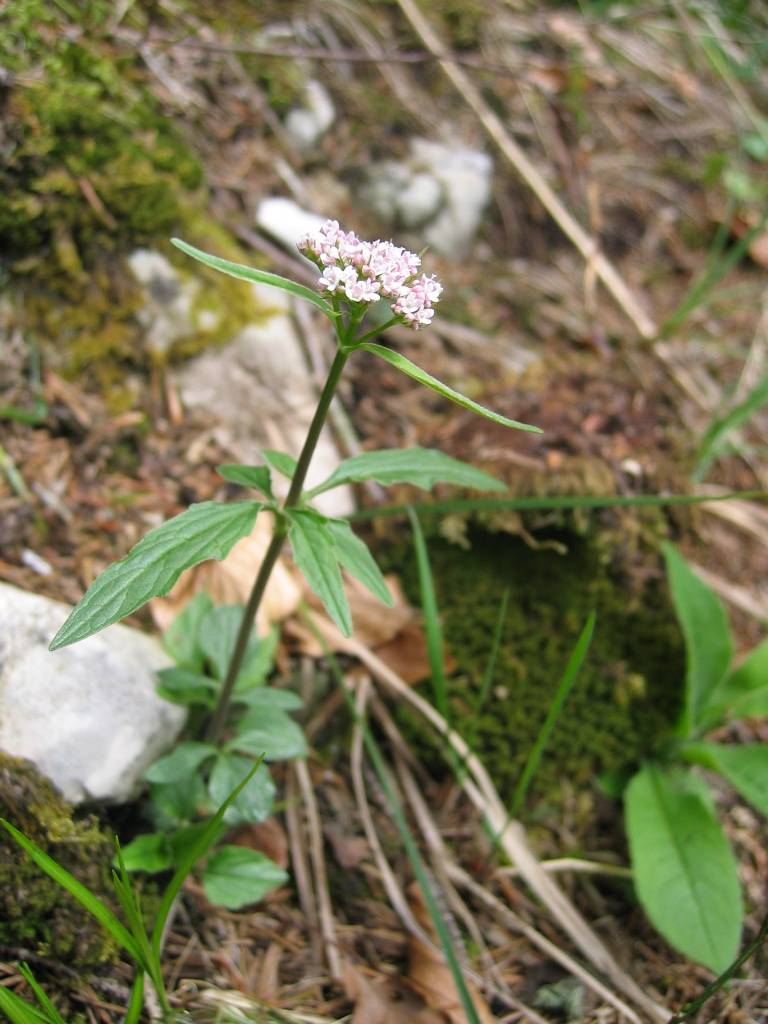
Dreiblättriger Baldrian (Valeriana tripteris)

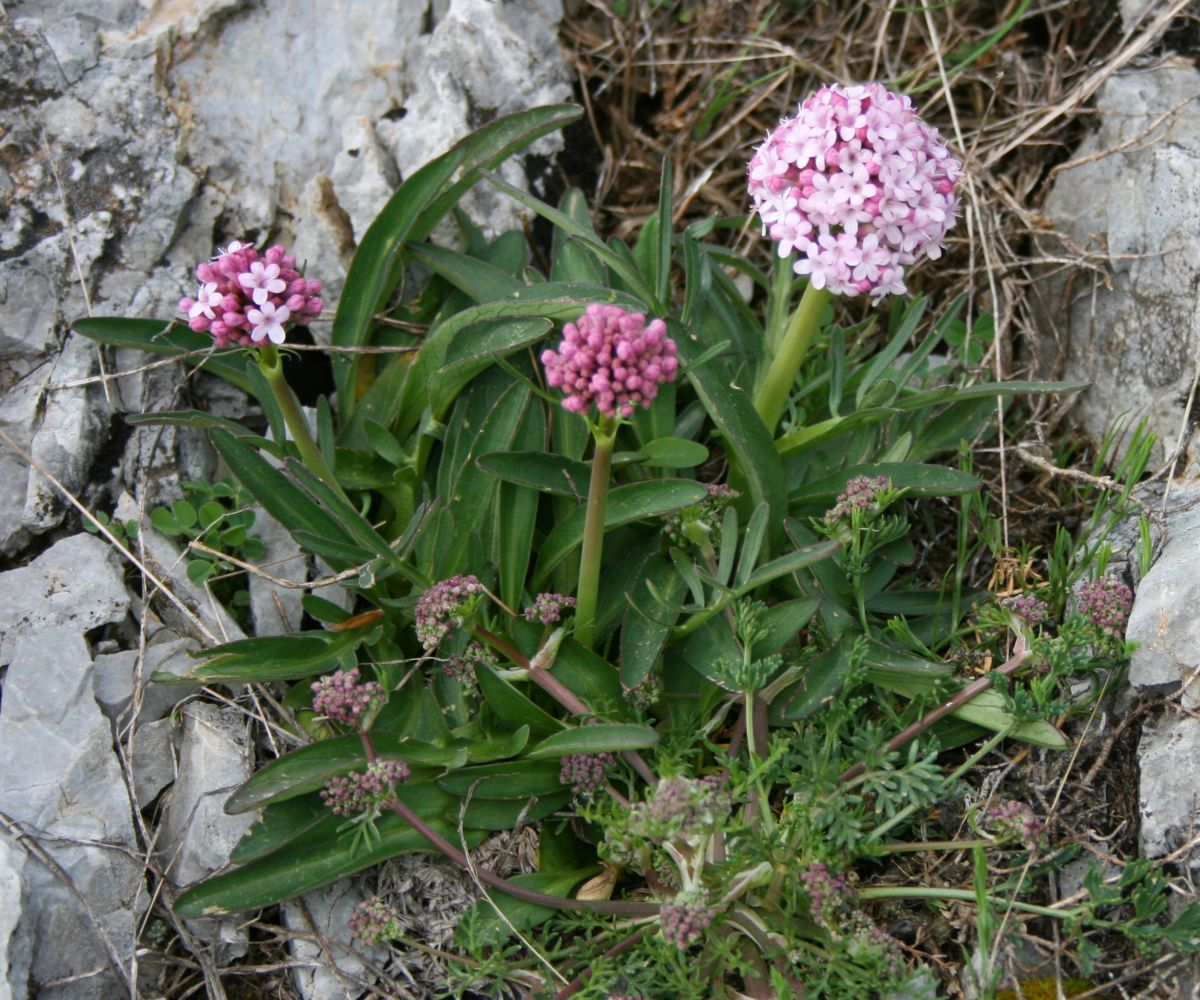
Knolliger Baldrian (Valeriana tuberosa)

In der Gattung Valeriana gibt es 150 bis 250 Arten (Auswahl):
- Scharfblättriger Baldrian (Valeriana acutiloba Rydb.): Die zwei Varietäten sind in den westlichen Bundesstaaten der USA verbreitet.[14]
- Valeriana alliariifolia Adams (Syn. Valeriana tiliifolia Troitsky): Das Verbreitungsgebiet liegt auf der griechischen Insel Euböa in der Ägäis und reicht von der Türkei über den Irak und Iran bis in die Kaukasusregion.[15]
- Valeriana amurensis P.A.Smirn. ex Kom. (Syn.: Valeriana officinalis var. incisa Nakai ex Mori): Sie kommt in Russlands Fernen Osten in Korea und in den chinesischen Provinzen Heilongjiang sowie Jilin vor.[1]
- Valeriana apula Pourr.: Sie kommt in Marokko, Portugal, Spanien und Frankreich vor.[16]
- Valeriana arborea Killip & Cuatrec.: Die Heimat ist Kolumbien.
- Arizona-Baldrian (Valeriana arizonica A.Gray, Syn.: Valeriana ovata Rydb.): Die Heimat sind die südöstlichen USA.[14]
- Haselwurzblättriger Baldrian (Valeriana asarifolia Dufr.): Dieser Endemit kommt nur auf Kreta und Karpathos vor.[17]
- Valeriana barbulata Diels: Sie kommt in Bhutan, Nepal, südöstlichen Tibet, Myanmar und im südwestlichen Sichuan sowie nordwestlichen Yunnan vor.[1]
- Valeriana bertiscea Pančić: Sie kommt in Serbien, Bosnien und Herzegowina, Albanien, Montenegro sowie Griechenland vor.[16]
- Valeriana bolkarica Contandr. & Quézel: Sie kommt in der Türkei vor.[16]
- Valeriana bridgesii Hook. & Arn. (Syn.: Valeriana regularis Clos, Valeriana simplex Clos): Die Heimat ist Chile.
- Valeriana briquetiana H.Lév.: Dieser Endemit gedeiht in Höhenlagen von 2600 bis 2800 Metern nur im nordöstlichen Yunnan.[1]
- Kalifornischer Baldrian (Valeriana californica A.Heller): Heimat sind die westlichen US-Bundesstaaten Oregon, Nevada und Kalifornien.[14]
- Kopfiger Baldrian (Valeriana capitata Pall. ex Link): Das Verbreitungsgebiet ist Russlands Fernen Osten, das US-amerikanische Alaska und in Kanada das Yukon-Territorium sowie die Provinz British Columbia.[14]
- Valeriana cardamines M.Bieb.: Sie kommt in Aserbaidschan, Armenien und Georgien vor.[16]
- Echter Speik (Valeriana celtica L.): Er kommt mit zwei Unterarten nur in den Grajischen Alpen, den Walliser Alpen sowie in den Ostalpen vor.
- Valeriana chaerophylloides Sm. (Syn.: Astrephia chaerophylloides (Sm.) DC.): Das Verbreitungsgebiet liegt im westlichen Südamerika mit Ecuador, Kolumbien und Peru.
- Valeriana clarkei Briq. (Syn.: Valeriana elegans C.B.Clarke): Die Heimat ist Pakistan.[18]
- Valeriana columbiana Piper: Dieser Endemit kommt nur nordwestlichen US-Bundesstaat Washington vor.[14]
- Valeriana crinii Boiss.: Sie kommt in Albanien und in Griechenland vor.[16]
- Valeriana daghestanica Boiss.: Sie kommt in Armenien, Aserbaidschan und Georgien vor.[16]
- Valeriana daphniflora Hand.-Mazz. (Syn.: Valeriana delavayi Franch. und Valeriana infundibulum Franch.): Sie gedeiht an Grashängen in Höhenlagen von 2600 bis 3000, selten bis zu 4500 Metern in Tibet und im südwestlichen Sichuan sowie nordwestlichen Yunnan (nur in Binchuan sowie Lijiang).[1]
- Valeriana dioica L.: Es gibt zwei Unterarten:[16]
  - Kleiner Baldrian (Valeriana dioica L. subsp. dioica): Das Verbreitungsgebiet erstreckt sich von Europa über West- bis Zentralasien und liegt auch im nordamerikanischen Kanada sowie in den westlichen USA.[14][16]
  - Ganzblättriger Baldrian (Valeriana dioica subsp. simplicifolia (Rchb.) Nyman, Syn.: Valeriana simplicifolia (Rchb.) Kabath)[16]
- Valeriana edulis Nutt.: Sie ist von Kanada über die USA bis ins nördliche Mexiko weitverbreitet.[14]
- Ostalpen-Baldrian (Valeriana elongata Jacq.): Er kommt nur in den Ostalpen von Italien, Österreich und Slowenien vor.[16]
- Valeriana eriophylla (Ledeb.) Utkin: Sie kommt in Armenien und in Georgien vor.[16]
- Valeriana fedtschenkoi Coincy (Syn.: Valeriana caespitosa Rupr., Valeriana longiflora Regel & Schmalh.): Sie kommt von Kasachstan und Kirgisistan über Afghanistan bis zum nördlichen Pakistan sowie chinesischen Autonomen Gebiet Xinjiang vor.[1]
- Valeriana ficariifolia Boiss.: Die Heimat erstreckt sich vom chinesischen Xinjiang (nur Yecheng) über Tadschikistan, Kasachstan, Afghanistan, Pakistan bis in den nördlichen Iran.[18]
- Valeriana flaccidissima Maxim. (Syn.: Valeriana faberi Graebn., Valeriana nokozanensis Yamam., Valeriana tripteroides Hand.-Mazz. non (Neuman) Kreyer): Sie kommt in Taiwan (nur Kaohsiung, Nantou, Hsinchu), Japan und in den chinesischen Provinzen Anhui (nur Shucheng), Chongqing, südöstlichen Gansu, Guizhou, südöstlichen Henan (nur Shangcheng), westlichen Hubei, Hunan (nur Xinning), Sichuan sowie Yunnan vor.[1]
- Valeriana flagellifera Batalin (Syn.: Valeriana pseudodioica Pax & K.Hoffm., Valeriana venusta L.C.Chiu, Valeriana xiaheensis L.C.Chiu): Sie gedeiht an feuchten Hängen in Höhenlagen von 3300 bis 4300 Metern in den chinesischen Provinzen südliches Gansu (nur Xiahe), Qinghai (nur Tongde), westliches Sichuan (nur Dawu, Sêrtar) sowie nordwestliches Yunnan (nur Dêqên).[1]
- Valeriana hardwickii Wall. (Syn.: Valeriana acuminata Royle,[18] Valeriana helictes Graebn., Valeriana rhodoleuca H.B.Chen & C.Y.Cheng, Valeriana rosthornii Graebn., Valeriana tenera Wall. ex DC.,[18] Valeriana udicola Briq.): Das Verbreitungsgebiet reicht vom südlichen bis zentralen China über das Autonome Gebiet Tibet über Myanmar, Thailand, nördlichen Vietnam sowie Indonesien bis in den Himalaya mit Bhutan, Nepal, Indien und Pakistan.[18][1]
- Valeriana hengduanensis D.Y.Hong: Sie gedeiht in Wäldern und Schluchten in Höhenlagen von 3100 bis 3700 Metern in den chinesischen Provinzen südwestliches Sichuan (nur in Muli) sowie nordwestliches Yunnan (in Dêqên, Weixi, Zhongdian).[1]
- Valeriana hiemalis Graebn.: Sie gedeiht in Wäldern in Höhenlagen von 2000 bis 3000 Metern in den chinesischen Provinzen Shaanxi (nur in Taibai Shan) sowie im nordwestlichen Sichuan.[1]
- Valeriana himalayana Grubov (Syn.: Valeriana dioica C.B.Clarke, Valeriana pusilla Royle): Sie kommt im nördlichen Westasien sowie in der Kaschmir- und die Karakorum-Region vor.[18]
- Valeriana hirticalyx L.C.Chiu: Sie gedeiht auf Grashänden mit Sträuchern und an steinigen Standorten in Höhenlagen von 4000 bis 5000 Metern im nordöstlichen Tibet (in Amdo, Biru, Sogxian) und in der chinesischen Provinz Qinghai (in Henan, Nangqên, Qilian, Zadoi).[1]
- Valeriana interrupta Ruiz & Pav. (Syn.: Valeriana elatior Graebn.): Das Verbreitungsgebiet liegt im westlichen Südamerika mit Ecuador, Peru und Chile.
- Valeriana italica Lam.: Sie kommt in Griechenland, in Kreta in der Ägäis und in Jordanien vor.[16]
- Valeriana jaeschkei C.B.Clarke (Syn.: Valeriana dubia C.B.Clarke, Valeriana kaschmiriensis Kreyer ex Grubov): Dieser Endemit kommt nur in der Region Kaschmir vor.[18]
- Valeriana jatamansi Jones ex Roxb., (Syn.: Valeriana harmsii Graebn., Valeriana jatamansi var. frondosa Hand.-Mazz., Valeriana jatamansi var. glabra Merr., Valeriana jatamansi var. hygrobia (Briq.) Hand.-Mazz., Valeriana hygrobia Briq., Valeriana mairei Briq., Valeriana wallichii DC., Valeriana wallichii var. violifolia Franch.): Sie ist von der der Himalaya-Region (östliches bis nördliches Indien, Bhutan, Nepal) über Tibet (nur Zayü) und die chinesischen Provinzen Chongqing (nur Kai, Nanchuan), Gansu, Guizhou (nur Leishan, Zunyi), Henan (nur Xixia), westliches Hubei, Hunan (nur Longshan), Sichuan (nur Emei Shan) sowie Yunnan bis ins nördliche Thailand sowie Vietnam weitverbreitet.[1]
- Valeriana jelenevskyi P.A. Smirn.: Sie kommt in Georgien und im Kaukasusraum vor.[16]
- Valeriana kassarica Karadze & Kapeller: Die Heimat ist die Region des Großen Kaukasus[15] und Georgien.[16]
- Valeriana kawakamii Hayata: Sie gedeiht in Wäldern nur in größeren Höhenlagen auf Taiwan.[1]
- Valeriana kilimandscharica Engl.: Das Verbreitungsgebiet ist das tropische Ostafrika mit Kenia, dem nördlichen Tansania und dem südöstlichen Uganda.
- Valeriana lancifolia Hand.-Mazz.: Sie gedeiht auf Grashängen in Höhenlagen von 3200 bis 4300 Metern nur im westlichen Teil der chinesischen Provinz Sichuan vor.[1]
- Valeriana longiflora Willk.: Sie kommt in Spanien vor.[16]
- Valeriana microphylla Kunth (Syn.: Valeriana alophis Graebn., Valeriana amphilophis Graebn., Valeriana bonplandiana Wedd., Valeriana gonatolophis Graebn., Valeriana hieronymii Graebn., Valeriana origanifolia Turcz. und Valeriana revoluta Diels): Er wächst als Strauch in den Anden Ecuadors, Kolumbiens und Perus.
- Valeriana minutiflora Hand.-Mazz.: Sie gedeiht in Wäldern, grasigen oder steinigen Hängen in Höhenlagen von 3000 bis 4100 Metern Tibet und in den chinesischen Provinzen Qinghai, westliches Sichuan (Kangding, Qianning, Xiangcheng) sowie nordwestliches Yunnan.[1]
- Berg-Baldrian (Valeriana montana L.): Er kommt nur in den Hochgebirgen in Mittel- und Südeuropa vor.[17]
- Westlicher Baldrian (Valeriana occidentalis A. Heller): Das Verbreitungsgebiet sind westliche Bundesstaaten der USA.[14]
- Echter Baldrian (Valeriana officinalis L., Syn.: Valeriana baltica Pleijel, Valeriana alternifolia Bunge, Valeriana chinensis Kreyer ex Kom., Valeriana coreana Briq., Valeriana dubia Bunge, Valeriana exaltata J.C.Mikan, Valeriana fauriei Briq., Valeriana leiocarpa Kitag., Valeriana nipponica Nakai ex Kitag., Valeriana palustris Kreyer, Valeriana pseudofficinalis C.Y.Cheng & H.B.Chen, Valeriana stubendorfii Kreyer ex Kom., Valeriana subbipinnatifolia A.I.Baranov, Valeriana tianschanica Kreyer ex Hand.-Mazz., Valeriana officinalis subsp. baltica Á.Löve & D.Löve, Valeriana officinalis subsp. exaltata Soó, Valeriana officinalis var. latifolia Briq.): Er ist in mehreren Unterarten von Europa über Westasien[16] und weiter ostwärts bis Sibirien, in weiten Gebieten Chinas und Ostasien bis Japan weitverbreitet.[1]
- Valeriana olenaea Boiss. & Heldr.: Sie kommt in Griechenland vor.[16]
- Valeriana oligantha Boiss. & Heldr.: Sie kommt in der Türkei vor.[16]
- Valeriana pauciflora Michx.: Sie kommt in den nordöstlichen bis südöstlichen US-Bundesstaaten vor.[14]
- Valeriana phu L.: Sie kommt in Rumänien und in der Türkei vor.[16][19]
- Valeriana procera Kunth: Die Heimat ist Mexiko.
- Kriechender Arznei-Baldrian (Valeriana procurrens Wallr.): Er kommt in Deutschland, Österreich und möglicherweise in Liechtenstein und Südtirol vor.[20][21]
- Valeriana pseudofficinalis C.Y.Cheng & H.B.Chen: Die Heimat ist der Großteil Chinas.
- Pyrenäen-Baldrian (Valeriana pyrenaica L.): Er kommt nur in den Pyrenäen in Frankreich, Andorra[16] und Spanien vor.[17]
- Valeriana pyrolifolia Decne.: Heimat ist der westliche Himalaya von der Kaschmir- bis in die indische Kuamon-Region.
- Valeriana rotundifolia Vill.: Sie kommt nur in Frankreich einschließlich Korsika vor.[16]
- Weidenblättriger Baldrian (Valeriana saliunca All.): Er kommt in den Alpen und im Apennin vor.
- Felsen-Baldrian (Valeriana saxatilis L.): Das Verbreitungsgebiet erstreckt sich von der Ostschweiz über die östlichen Kalkalpen über die Kalkgebirge des ehemaligen Jugoslawien bis nach Albanien. Ein weiteres Areal liegt in den Apuanischen Alpen.[17]
- Valeriana saxicola C.A.Mey.: Sie kommt in Georgien, im Kaukasusraum und in der Türkei vor.[16]
- Valeriana scandens L. (Syn.: Valeriana phaseoli A.Braun): Sie ist von Florida[14] und Mexiko über Zentral- bis Südamerika verbreitet.
- Valeriana sichuanica D.Y.Hong: Heimat ist der Südwesten der chinesischen Provinz Sichuan.
- Valeriana sitchensis Bong. Es gibt drei Unterarten:
  - Valeriana sitchensis subsp. scouleri (Rydb.) F.G.Mey. (Syn.: Valeriana scouleri Rydb.): Die Vorkommen liegen im westlichen Nordamerika von den kanadischen Provinzen British Columbia und Alberta südwärts bis zum US-amerikanischen Bundesstaat Kalifornien.[14][13]
  - Valeriana sitchensis Bong. subsp. sitchensis: Sie kommt in Alaska, Yukon Territory, in British Columbien im westlichen Alberta, in Washington, Oregon, Idaho, Montana und im nördlichen Kalifornien vor.[13]
  - Valeriana sitchensis subsp. uliginosa (Torr. & A.Gray) F.G.Mey. (Syn.: Valeriana uliginosa (Torr. & A.Gray) Rydb.): Sie kommt in den US-Bundesstaaten Michigan, Maine, Vermont, Ohio und New York vor.[13]
- Valeriana sorbifolia Kunth (Syn.: Valeriana gracilis Benth., Valeriana tenella Killip): Das Verbreitungsgebiet erstreckt sich von Mexiko[14] über Zentralamerika bis Ecuador in Südamerika.
- Valeriana speluncaria Boiss.: Sie kommt in der Türkei vor.[16]
- Valeriana stolonifera Czern.: Es gibt zwei Unterarten:[16]
  - Valeriana stolonifera Czern. subsp. stolonifera: Sie kommt in der Ukraine vor.[16]
  - Schmalblättriger Arznei-Baldrian, Hügel-Baldrian (Valeriana stolonifera subsp. angustifolia Soó, Syn.: Valeriana wallrothii Kreyer, Valeriana pratensis subsp. angustifolia (Soó) Kirschner & al., Valeriana collina var. stolonifera Wallr.): Er ist in Europa weitverbreitet.[16]
- Valeriana stenoptera Diels: Heimat ist Tibet, das westliche Sichuan und nordwestliche Yunnan in China.
- Valeriana stracheyi C.B.Clarke: Die Vorkommen liegen in Afghanistan sowie in den pakistanischen und indischen Himalaya-Gebieten.[18]
- Zwerg-Baldrian (Valeriana supina Ard.): Er kommt nur in den Ostalpen und östlichen Westalpen vor.[17]
- Valeriana tangutica Batalin: Heimat sind die chinesischen Provinzen Gansu, Ningxia, Qinghai, Sichuan und das Autonome Gebiet Innere Mongolei.
- Valeriana texana Steyerm.: Sie kommt in den südlichen US-Bundesstaaten Texas und New Mexico.[14]
- Valeriana trichostoma Hand.-Mazz. (Syn.: Valeriana muliensis S.K.Wu): Heimat sind die chinesischen Provinzen Sichuan und Yunnan.
- Dreiblättriger Baldrian (Valeriana tripteris L.): Er kommt von den Vogesen bis zu den Karpaten und weiter südlich gelegenen Gebirgen Europas vor.
- Knolliger Baldrian (Valeriana tuberosa L.): Das Verbreitungsgebiet ist der Mittelmeerraum, Südosteuropa und Westasien.
- Valeriana uliginosa (Torr. & A.Gray) Rydb. (manchmal als Valeriana sitchensis Bong. subsp. uliginosa (Torr. & A. Gray) F.G.Mey. oder Valeriana sitchensis Bong. var. uliginosa (Torr. & A.Gray) B.Boivin): Heimat ist das nordöstliche Nordamerika.[14]